# Jason Joseph
Jason Joseph (Bazel, 11 oktober 1998) is een Zwitserse atleet, gespecialiseerd in de 110 meter horden en 60 meter horden. Hij is nationaal recordhouder op beide onderdelen en werd Europees indoorkampioen in 2023. Joseph vertegenwoordigde Zwitserland op de Olympische Spelen van 2020 en 2024.

## Biografie
Jason Joseph werd geboren in Bazel en heeft Caribisch-Zwitserse roots. Op elfjarige leeftijd begon hij met atletiek nadat hij eerder actief was in voetbal, breakdance en vechtsporten. Hij sloot zich aan bij LC Therwil en ontwikkelde zich als een van de beste hordelopers van Zwitserland.
In 2017 behaalde hij zijn eerste grote internationale succes met goud op de Europese kampioenschappen U20 in Grosseto (110 m horden). Twee jaar later, in 2019, werd hij ook Europees kampioen U23 in Gävle. Josephs doorbraak op seniorenniveau kwam bij de Europese kampioenschappen indooratletiek 2023, waar hij de titel op de 60 meter horden won in een nieuw Zwitsers record van 7,41 seconden. 
Hij vertegenwoordigde Zwitserland op de Olympische Zomerspelen 2020 en Atletiek op de Olympische Zomerspelen 2024, waar hij beide keren de halve finale bereikte. Op de  Europese kampioenschappen atletiek 2024 veroverde hij de bronzen medaille op de 110 meter horden. Joseph combineert zijn sportcarrière met studie en geeft ook clinics aan jonge atleten.

## Persoonlijke records
| Onderdeel            | Tijd    | Locatie  | Datum            |
| -------------------- | ------- | -------- | ---------------- |
| 110 m horden         | 13,08 s | Zürich   | 31 augustus 2023 |
| 60 m horden (indoor) | 7,41 s  | Istanbul | 5 maart 2023     |

## Prestaties
| Jaar | Toernooi          | Plaats     | Onderdeel    | Resultaat    |
| ---- | ----------------- | ---------- | ------------ | ------------ |
| 2017 | EK U20            | Grosseto   | 110 m horden | Goud         |
| 2018 | WK indoor         | Birmingham | 60 m horden  | Eerste ronde |
| 2019 | EK U23            | Gävle      | 110 m horden | Goud         |
| 2019 | WK                | Doha       | 110 m horden | Halve finale |
| 2020 | Olympische Spelen | Tokio      | 110 m horden | Halve finale |
| 2023 | EK indoor         | Istanbul   | 60 m horden  | Goud         |
| 2024 | EK                | Rome       | 110 m horden | Brons        |
| 2024 | Olympische Spelen | Parijs     | 110 m horden | Halve finale |